# Jask
Jask (em persa: جاسک‎ ou balúchi: جاشک) — ou Bandar-e Jask — é uma cidade da Província de Hormosgão, na costa sul do Irã, no Golfo Pérsico. No censo de 2006, Jask tinha 11.133 habitantes, em 2.406 famílias.
É uma cidade portuária, a cerca de 1.690 quilômetros ao sul de Teerã, situada no Golfo de Omã e capital do condado de mesmo nome e possui uma base da marinha iraniana, criada em 28 de outubro de 2008.

## Geografia

### Clima
Jask possui um clima desértico quente, descrito na classificação climática de Köppen-Geiger como BSh, com verões muito quentes e pouca precipitação anual. Devido aos ventos que sopram do Golfo Pérsico e do Golfo de Omã, a cidade tem experimentado alguns dos mais altos níveis de umidade relativa do ar e de sensação térmica do mundo. Em 31 de julho de 2015, Jask registrou uma temperatura de 39 °C com o ponto de orvalho de 33 °C, levando a um índice de calor de 69 °C. Em 21 de julho de 2012, foi registrada na cidade a temperatura de 34 °C com 100% de umidade relativa do ar, sendo essa a temperatura mais alta da história com 100% de umidade relativa do ar e um dos pontos de orvalho mais altos registrados. Apenas a cidade de Darã, na Arábia Saudita, registrou ponto de orvalho mais alto, de 35 °C (com temperatura real de 42 °C e sensação de 79 °C), em 8 de julho de 2003.
| Dados climatológicos para Jask, Irã | Dados climatológicos para Jask, Irã | Dados climatológicos para Jask, Irã | Dados climatológicos para Jask, Irã | Dados climatológicos para Jask, Irã | Dados climatológicos para Jask, Irã | Dados climatológicos para Jask, Irã | Dados climatológicos para Jask, Irã | Dados climatológicos para Jask, Irã | Dados climatológicos para Jask, Irã | Dados climatológicos para Jask, Irã | Dados climatológicos para Jask, Irã | Dados climatológicos para Jask, Irã | Dados climatológicos para Jask, Irã |
| Mês | Jan                                 | Fev                                 | Mar                                 | Abr                                 | Mai                                 | Jun                                 | Jul                                 | Ago                                 | Set                                 | Out                                 | Nov                                 | Dez                                 | Ano                                 |
| --- | ----------------------------------- | ----------------------------------- | ----------------------------------- | ----------------------------------- | ----------------------------------- | ----------------------------------- | ----------------------------------- | ----------------------------------- | ----------------------------------- | ----------------------------------- | ----------------------------------- | ----------------------------------- | ----------------------------------- |
| Temperatura máxima recorde (°C) | 29,0                                | 31,2                                | 35,0                                | 39,0                                | 44,8                                | 47,2                                | 43,0                                | 42,0                                | 42,0                                | 39,0                                | 34,0                                | 30,0                                | 47,2                                |
| Temperatura máxima média (°C) | 23,6                                | 24,2                                | 26,7                                | 30,2                                | 33,5                                | 34,9                                | 34,0                                | 32,9                                | 32,5                                | 31,8                                | 28,7                                | 25,6                                | 29,9                                |
| Temperatura média compensada (°C) | 20,1                                | 21,0                                | 23,6                                | 27,0                                | 30,3                                | 32,2                                | 32,1                                | 31,2                                | 30,2                                | 28,6                                | 25,1                                | 22,1                                | 27,0                                |
| Temperatura mínima média (°C) | 16,7                                | 17,8                                | 20,4                                | 23,7                                | 27,0                                | 29,5                                | 30,3                                | 29,4                                | 27,9                                | 25,3                                | 21,6                                | 18,6                                | 24,0                                |
| Temperatura mínima recorde (°C) | 6,0                                 | 8,0                                 | 13,0                                | 14,0                                | 20,0                                | 18,0                                | 22,0                                | 20,0                                | 22,0                                | 18,0                                | 13,0                                | 9,0                                 | 6,0                                 |
| Precipitação (mm) | 38,6                                | 28,1                                | 26,0                                | 4,8                                 | 0,0                                 | 4,5                                 | 1,3                                 | 0,1                                 | 0,0                                 | 3,4                                 | 7,4                                 | 25,1                                | 139,3                               |
| Dias com precipitação (≥ 1 mm) | 3                                   | 2,2                                 | 2,1                                 | 0,7                                 | 0                                   | 0,1                                 | 0,3                                 | 0,1                                 | 0                                   | 0,2                                 | 0,6                                 | 1,9                                 | 11,2                                |
| Umidade relativa compensada (%) | 61                                  | 64                                  | 66                                  | 66                                  | 67                                  | 71                                  | 77                                  | 78                                  | 76                                  | 69                                  | 63                                  | 62                                  | 68                                  |
| Insolação (h) | 234,5                               | 233,0                               | 247,0                               | 285,5                               | 319,2                               | 283,1                               | 219,4                               | 240,5                               | 266,3                               | 291,8                               | 272,2                               | 249,2                               | 3 142,2                             |
| Fonte: Iran Meteorological Organization (recordes), (temperaturas), (precipitação), (umidade), (dias com precipitação), (horas de sol) |                                     |                                     |                                     |                                     |                                     |                                     |                                     |                                     |                                     |                                     |                                     |                                     |                                     |